# Regine Schumann

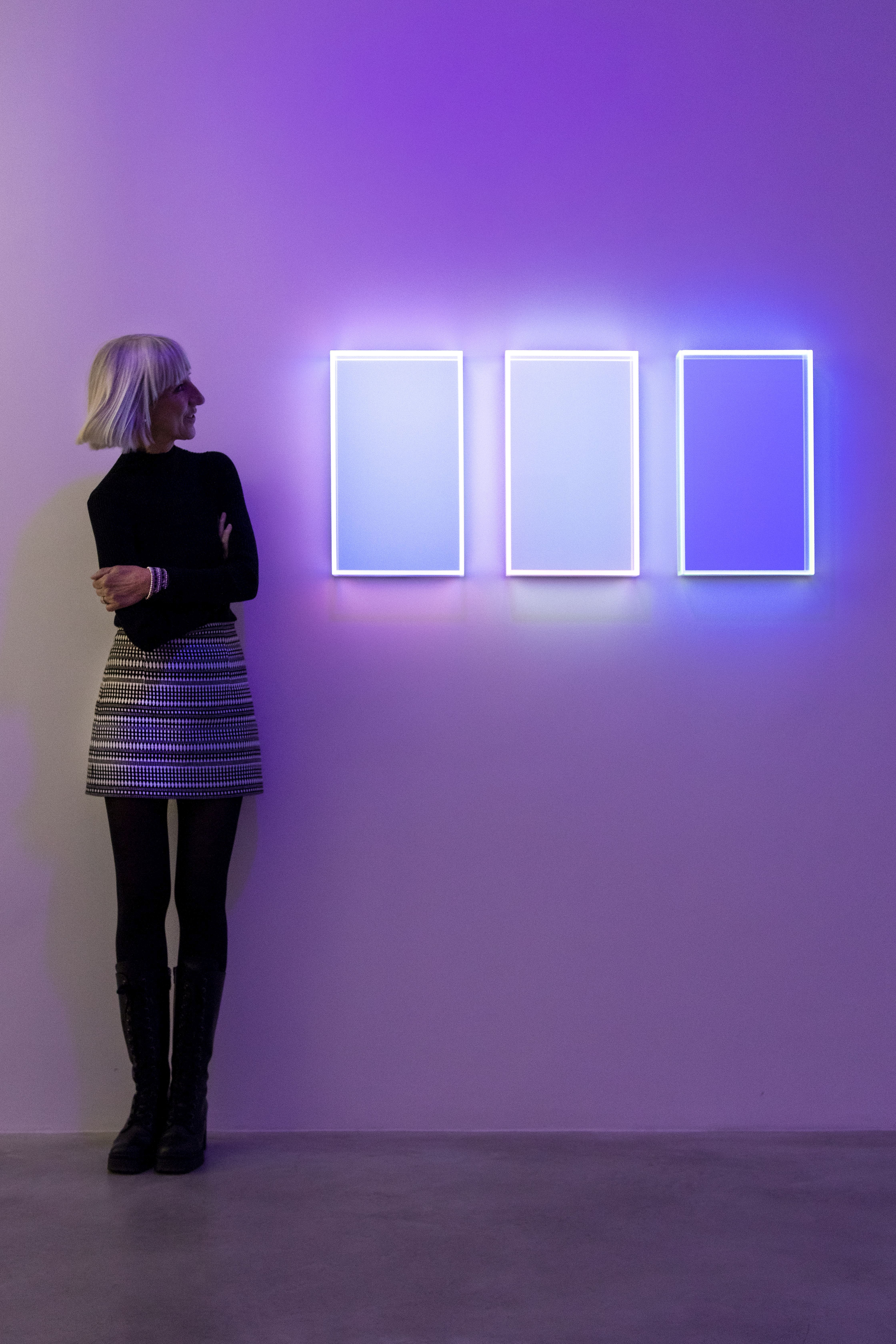
Regine Schumann, Mai 2021

Regine Schumann (* 23. Februar 1961 in Goslar) ist eine deutsche Malerin und Lichtkünstlerin.

## Leben und Werk
Regine Schumann studierte von 1982 bis 1989 an der Hochschule für Bildende Künste Braunschweig freie Kunst. Im Jahr 1989 wurde sie als Meisterschülerin von Roland Dörfler anerkannt. Von 1986 bis 1994 war sie Mitglied der Künstlergruppe Freiraum, bestehend aus Frank Fuhrmann, Dieter Hinz und ihr. Neben zahlreichen Stipendien (u. a. DAAD-Stipendium für Italien 1990 und einem Stipendium des Landes NRW für Japan im Jahr 2000) und Aufträgen für Kunst im öffentlichen Raum erhielt sie im Jahr 2006 den Leo-Breuer-Preis. Regine Schumann lebt und arbeitet als freischaffende Künstlerin in Köln.
In ihren Arbeiten fokussiert Regine Schumann Lichteffekte, die durch fluoreszierende Materialien entstehen. Sie nutzt u. a. farbige Polylicht-Schnüre und verschiedenfarbige Acrylglasscheiben, die sie der Farbenlehre Goethes folgend zu Farbkörpern zusammensetzt. Schwarzlicht wird hierbei als variierendes Medium ergänzend eingesetzt. Schwerpunkt bei ihren Rauminstallationen ist die Erweiterung der vorhandenen Architektur um eine Dimension der Schwingung und – wie sie es nennt – der Gestaltung von „Raumtemperaturen“: „Der Einbezug bildhauerischer Prinzipien wie Hängen, Legen, Arrangieren, Verspannen, Umhüllen ist charakteristisch für die Arbeit Regine Schumanns und führt das Denken in Farben und Farbräumen in eine räumlich erfahrbare Plastizität über.“

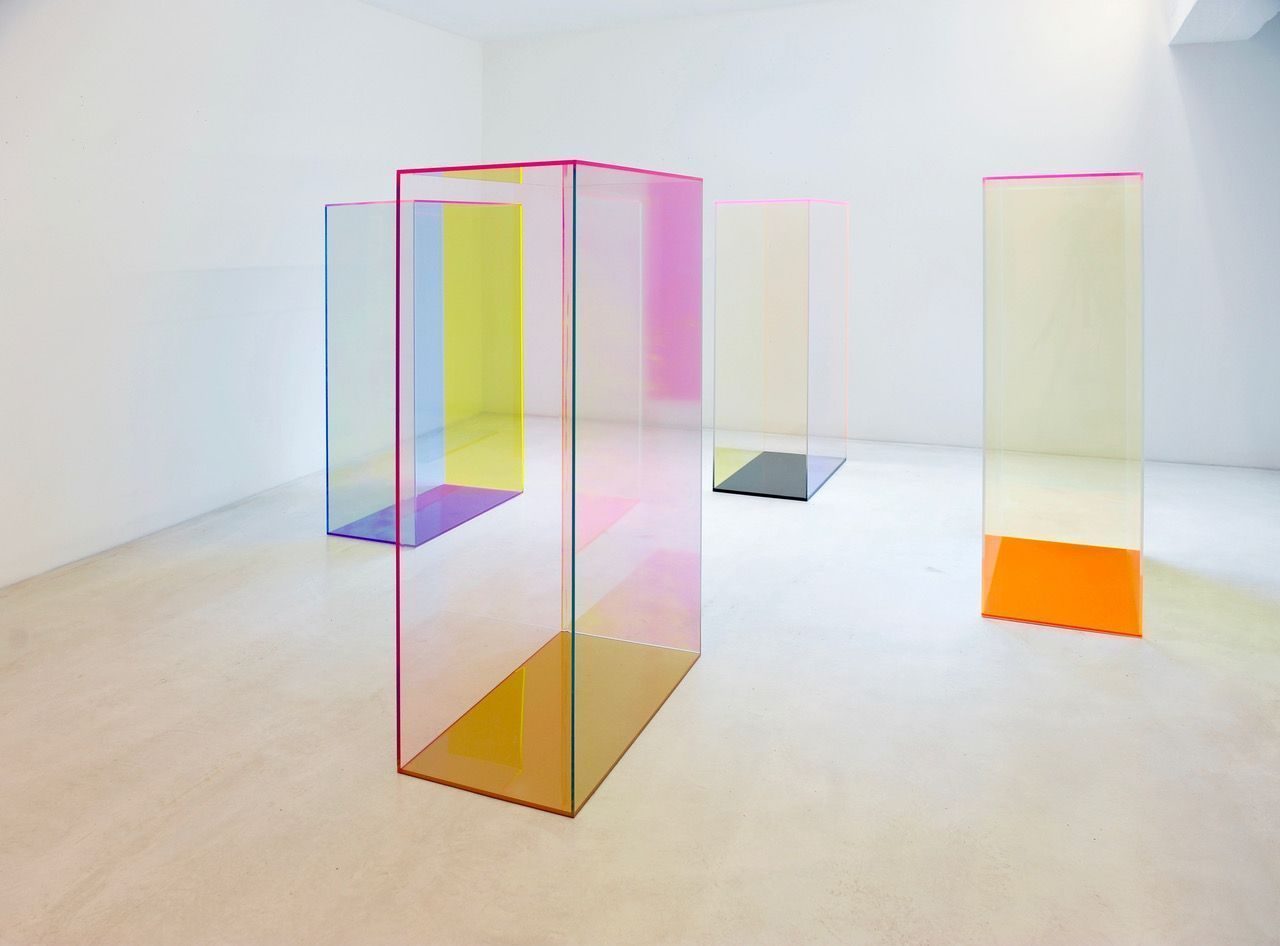
„Lightcatcher“ (2017), fluoreszierendes Acrylglas, vierteilige Installation, je 160 × 90 × 50 cm
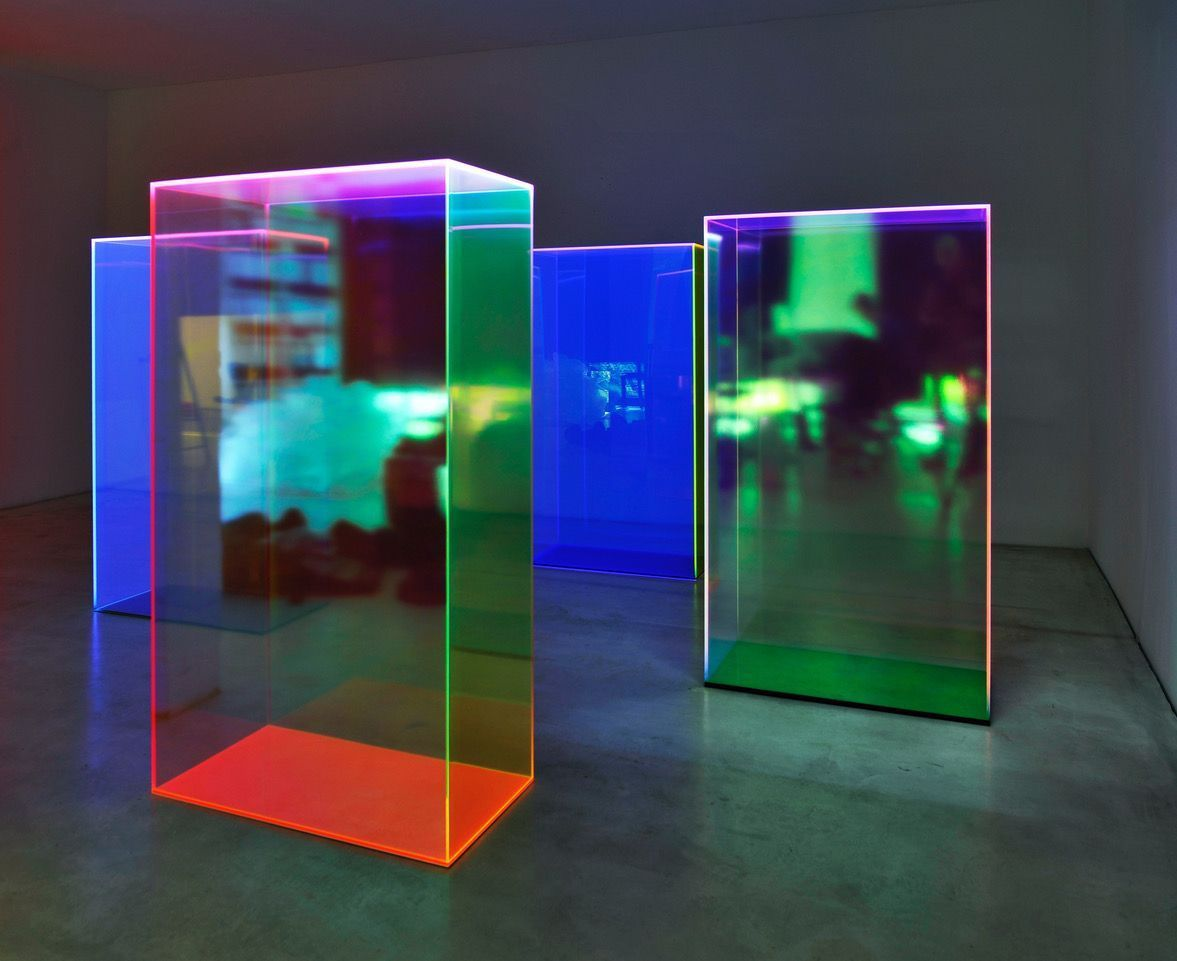
„Lightcatcher“ (2017), Installationsansicht 1
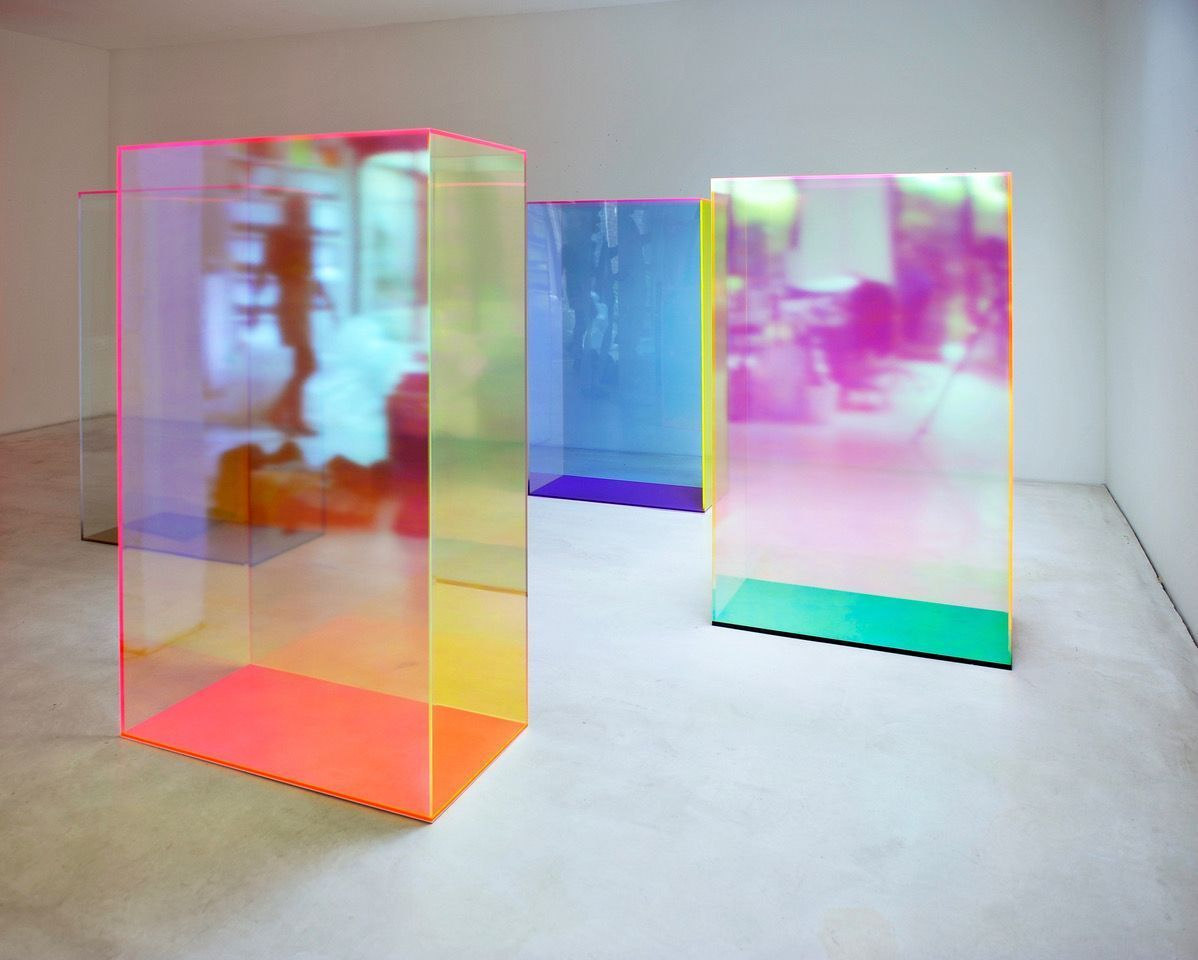
„Lightcatcher“ (2017), Installationsansicht 2

Regine Schumann beschreibt ihre Arbeitsweise so: „Das Material des farbigen und fluoreszierenden Acrylglases spielt hierbei eine wichtige Rolle. Der von mir verwendete Werkstoff leuchtet, sobald ihm Lichtenergie zugeführt wird, sei es in Form von natürlichem Tageslicht oder von Kunstlicht. Durch die unterschiedlich farbigen Platten ergibt sich je nach Standort ein Durchleuchten, Schichten, Mischen und Selektieren.“ Es sind diese schwer benennbaren, sich ständig verändernden Wirkungen des Lichtes, die sie bei ihren Installationen und Werken thematisiert.

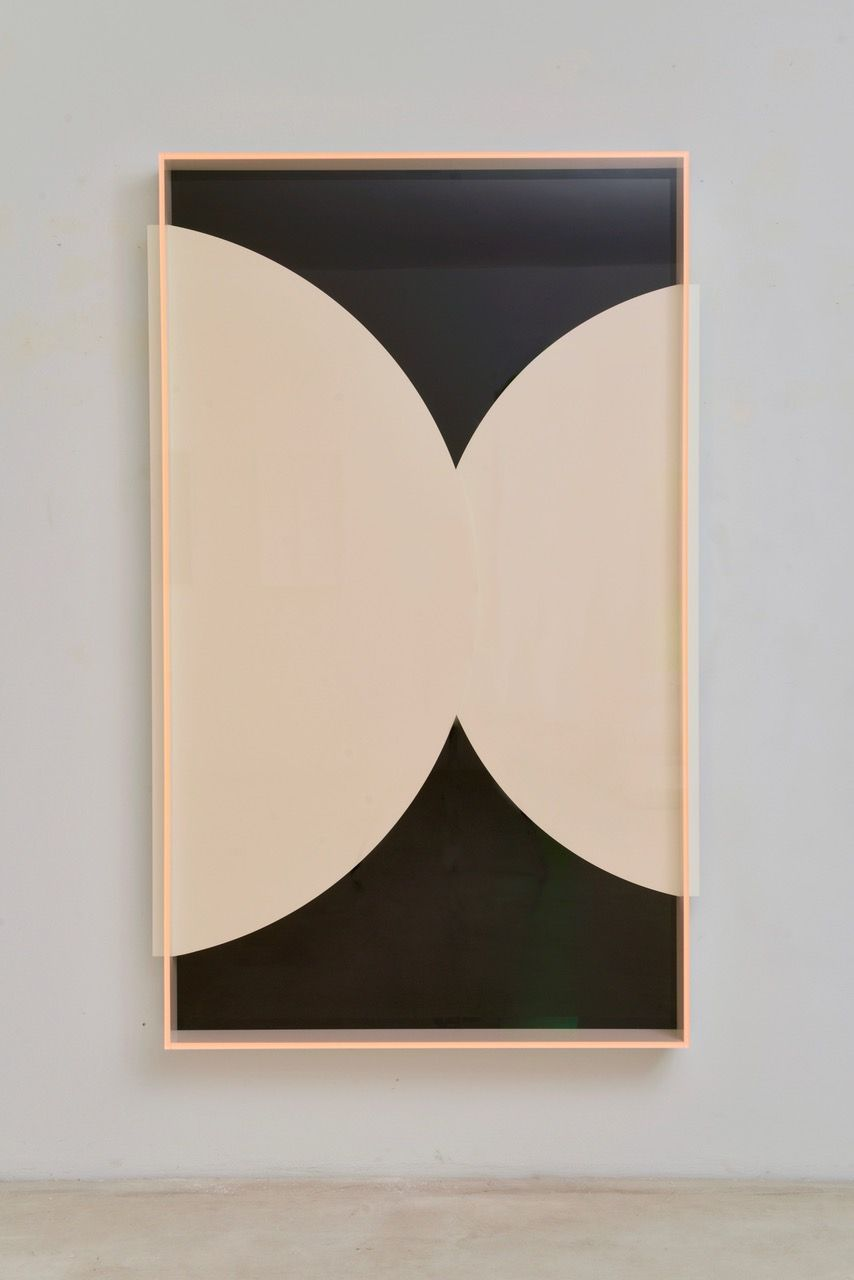
„Colormirror Moons Nr 2 bei Tageslicht“ (2020), fluoreszierendes Acrylglas, 170 × 100 × 11 cm
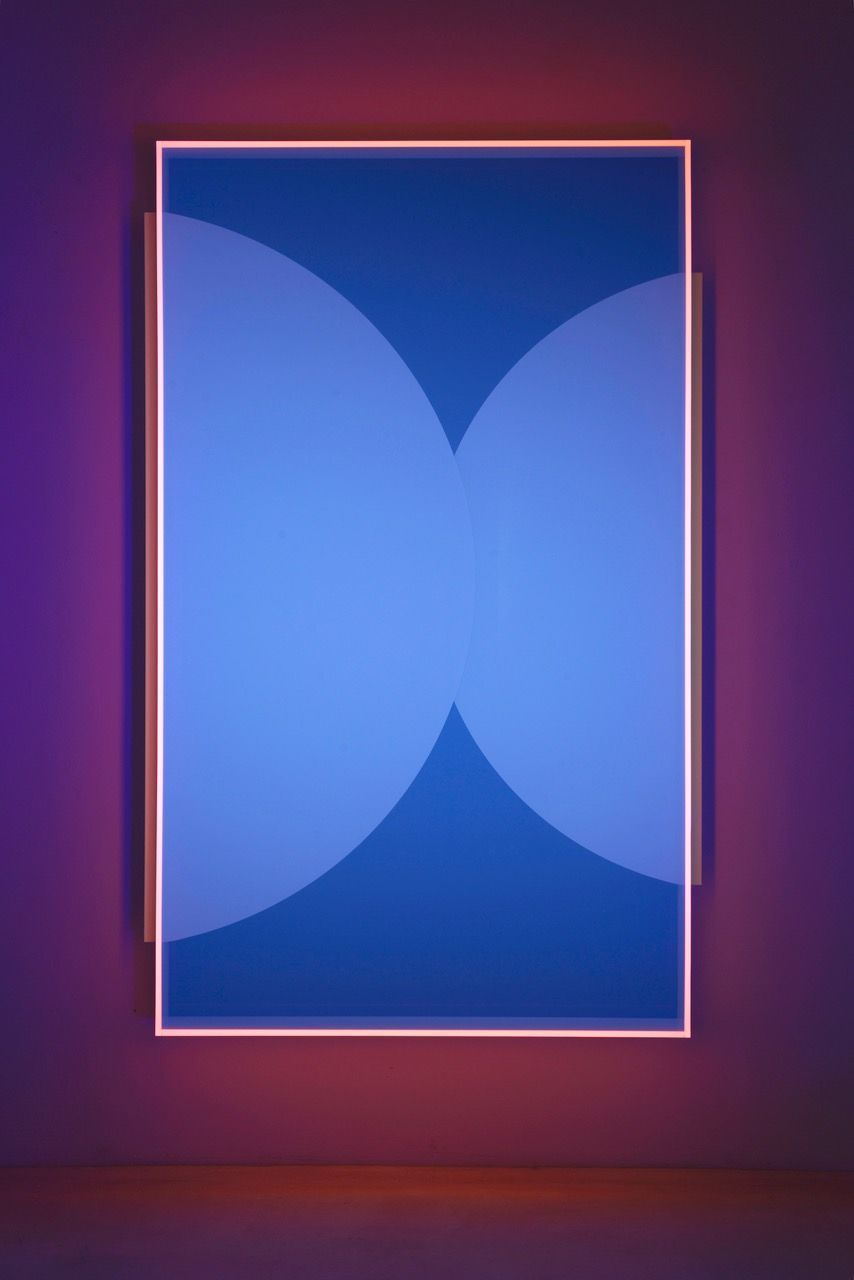
„Colormirror Moons Nr 2 bei Schwarzlicht“ (2020)
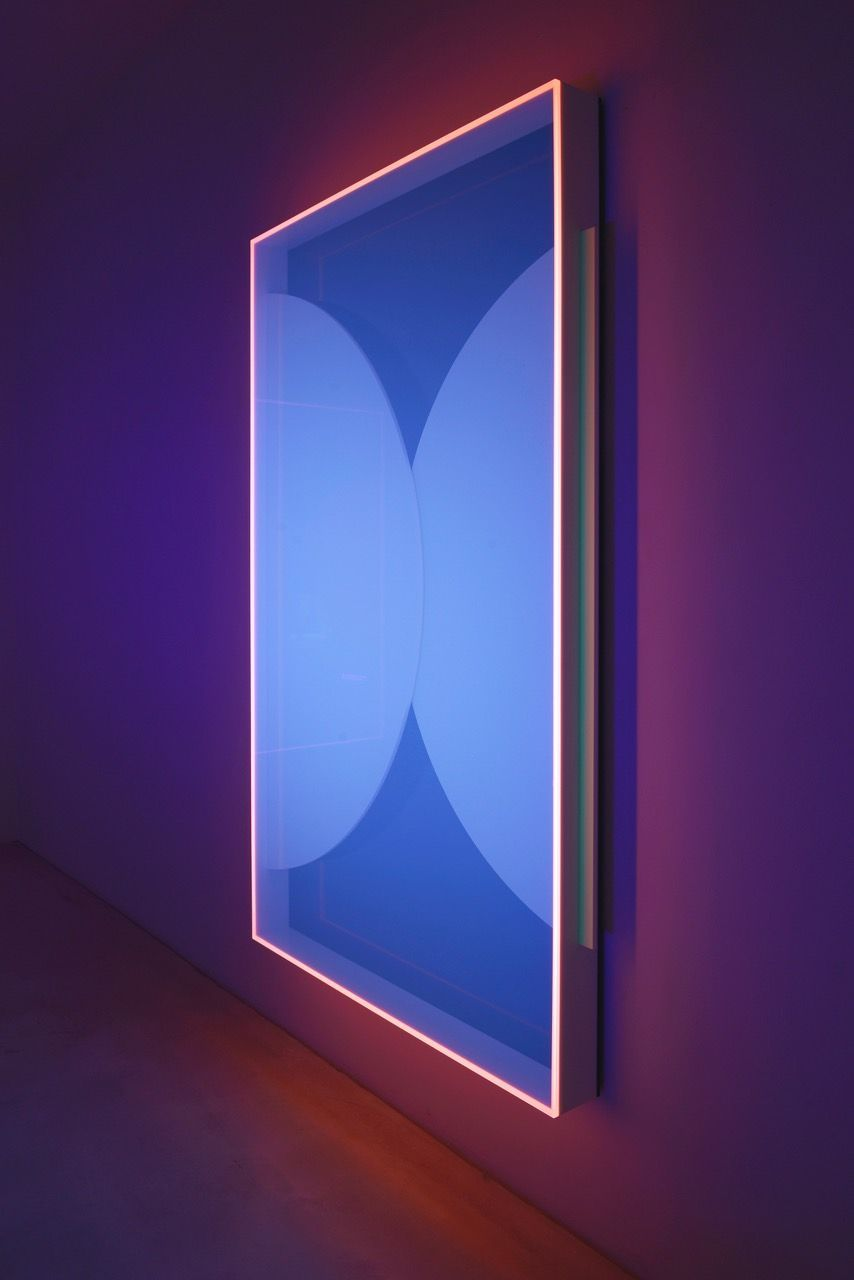
„Colormirror Moons Nr 2, Seitenansicht“ (2020)

## Werke in öffentlichen Sammlungen (Auswahl)
- Kunstmuseum Celle mit Sammlung Robert Simon
- Rheinisches Landesmuseum Bonn
- Centrum Kunstlicht in de Kunst, Eindhoven
- Stadtmuseum Oldenburg
- Sparkasse KölnBonn
- Stroom Stiftung Den Haag
- Städtisches Museum Engen
- Kulturstiftung Annelies und Gerhard Derriks, Fürstenfeldbruck[4]
- Staatliches Museum Schwerin
- Museum Ritter, Waldenbuch
- Das kleine Museum – Kultur auf der Peunt, Weißenstadt[5]
- Kunsthalle Osnabrück
- Museum für Angewandte Kunst Köln[6]
- Kunstmuseum Ahlen[7]

## Kunst im öffentlichen Raum

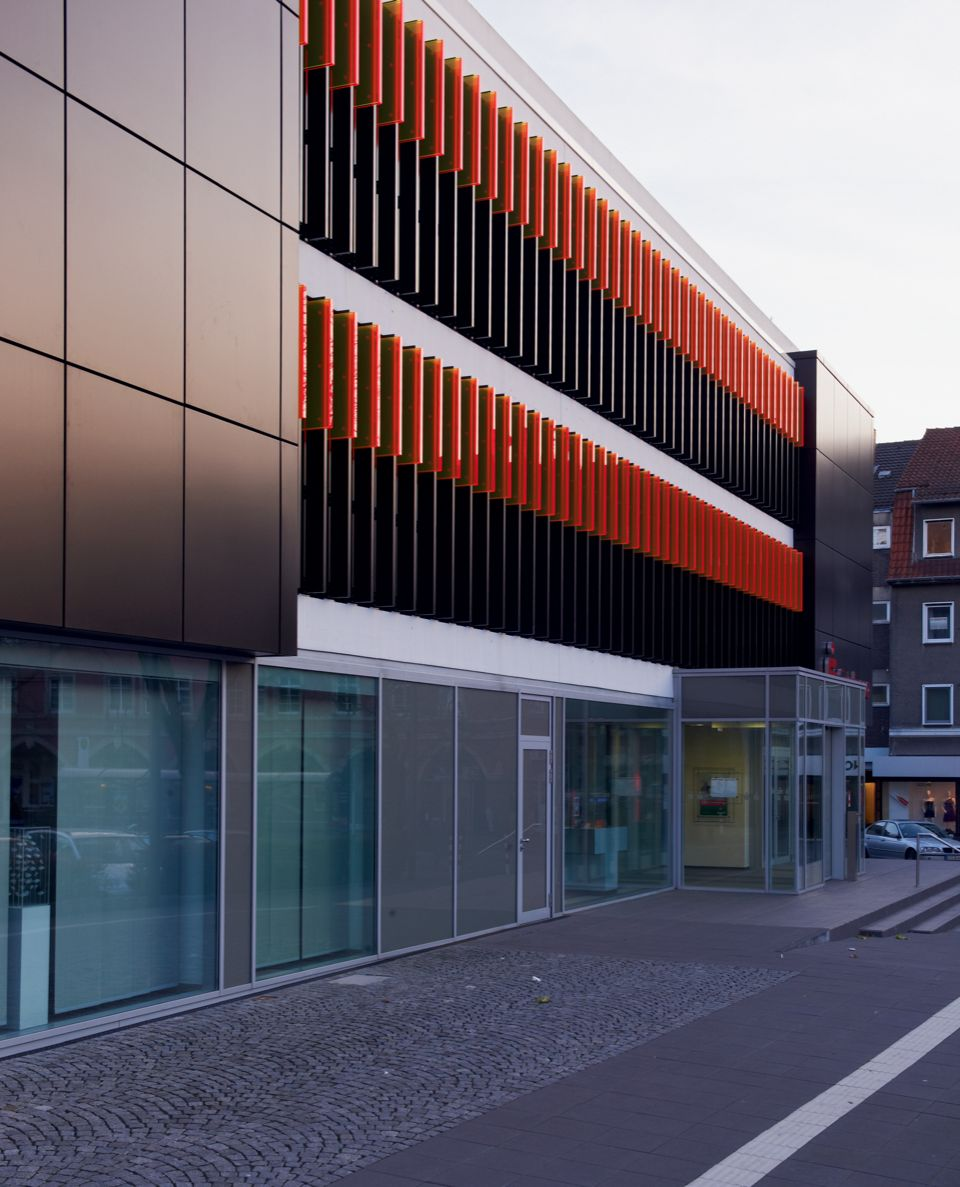
Kunstinstallation an der Außenfassade der Hauptgeschäftsstelle Sparkasse Gütersloh-Rietberg, Fluoreszierendes Acrylglas, 2010, 86 Elemente je 120 × 5 × 50 cm, Seitenansicht
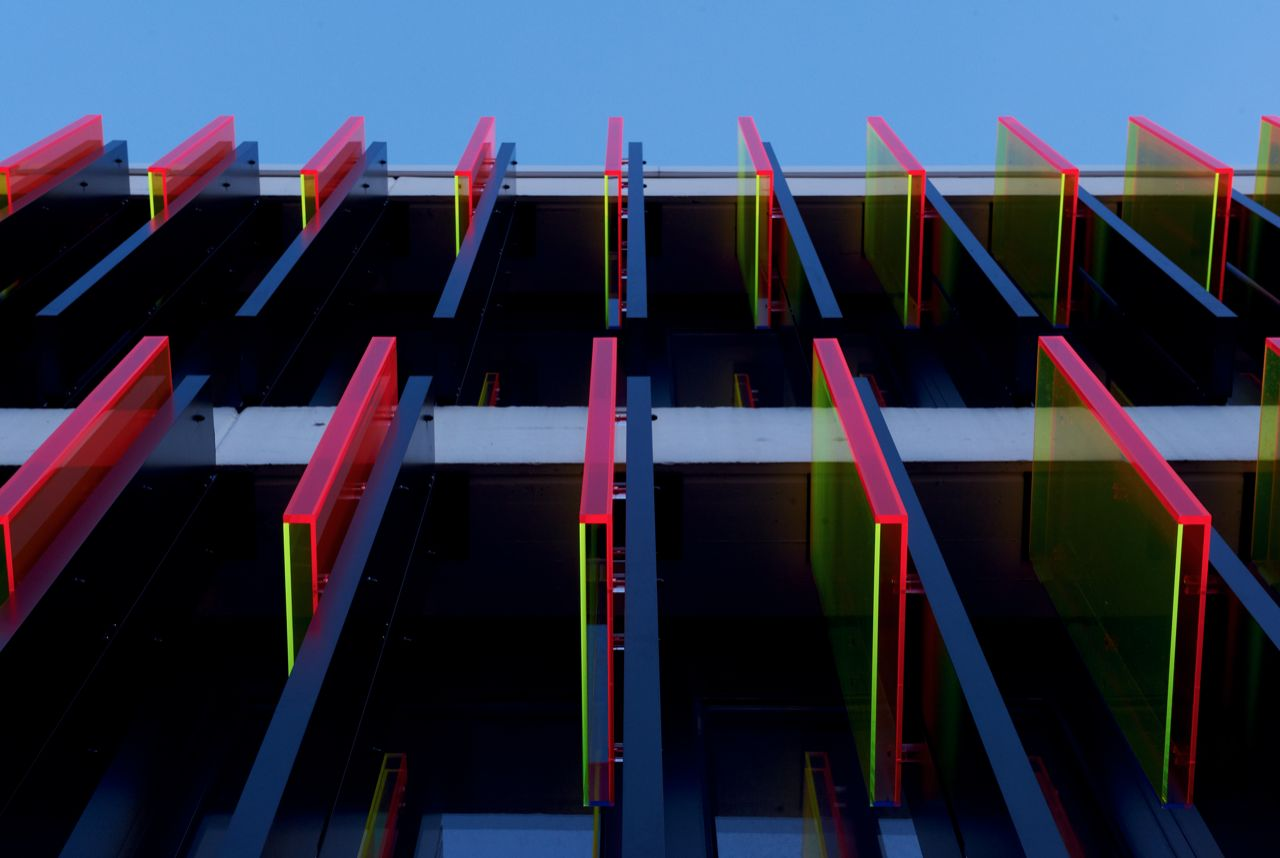
Kunstinstallation an der Außenfassade, Fluoreszierendes Acrylglas, bei Tageslicht
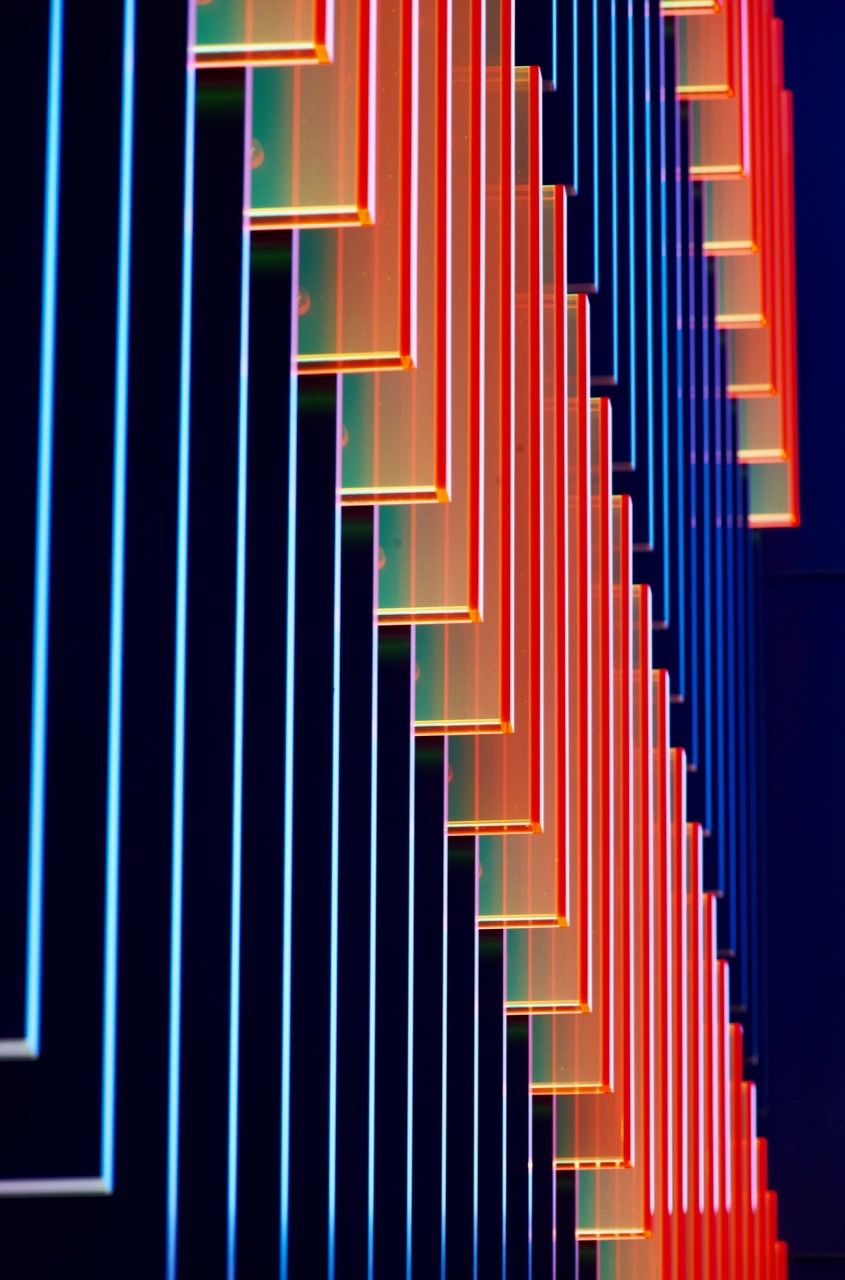
Kunstinstallation an der Außenfassade, Fluoreszierendes Acrylglas, bei Nacht mit Schwarzlicht

- 2001: Transparent und Spiegelung, InnSide Hotel, Düsseldorf
- 2001: Cardo, Gesellschaft für Industrieforschung, Alsdorf
- 2002: Farblinien, Astron Hotel, Köln
- 2002: Tubies, Außenfassade Altersheim St. Josefspflege, Ludwigshafen
- 2003: Connection und Wasserlauf, CiV Hilden
- 2005: Doppelblende, CTcon Unternehmensberatung, Bonn und Frankfurt am Main
- 2006: Lightline and Flying Circles, Wateringse Veld College, Kommission Stroom, Den Haag, Niederlande
- 2006: Schlitz, Leitstelle der Polizei im Saarland, Saarbrücken
- 2007: Soft Colourmirrors, Herzzentrum der Universitätsklinikums Köln
- 2009: Thoughts, Rechtsanwaltskanzlei Freshfields Bruckhaus Deringer, Hamburg
- 2010: Die Fuge – Fassadengestaltung Sparkasse Gütersloh-Rietberg, Gütersloh
- 2011: Der Hamburger Gral, Rechtsanwaltskanzlei Freshfields Bruckhaus Deringer, Hamburg
- 2011: Cameo, Unfallzentrale Nordrhein-Westfalen, Verwaltungsgebäude, Münster
- 2012: Leuchtwerke, Barceló Hotel, Hamburg
- 2013: Brix, Kreishandwerkerschaft Mönchengladbach
- 2020: Gestaltung des Innenraums der Erlöserkirche,[8] Bad Godesberg
- 2023: Innerlight,[9] Lichtinstallation im Kompressorraum des Stollens Santa Bárbara, Turón, Mieres, Spanien
- 2023: Lichtinstallation im neugestalteten Gebäude der AEW Capital Management Firma,[10] Boston, USA

## Einzelausstellungen (Auswahl)
- 2000: Regine Schumann: Spring: Rauminstallation,[11] Artothek Köln, Deutschland
- 2001: Nachtschwärmer, Stadtmuseum Oldenburg, Deutschland[12]
- 2003: Leopold-Hoesch-Museum, Düren, Deutschland
- 2003: Reiseluft,[13] Kunstverein Gelsenkirchen, Gelsenkirchen, Deutschland
- 2005: Night Owls, Centrum Kunstlicht in de Kunst, Eindhoven, Niederlande
- 2006: Candela, Städtische Galerie Villa Zanders, Bergisch Gladbach, Deutschland
- 2009: Leuchtstücke, DA-Kunsthaus, Kloster Gravenhorst, Hörstel, Deutschland
- 2010: Black Box, Museum Ritter, Waldenbuch, Deutschland
- 2011: Jump, Kunstverein Heidenheim, Deutschland
- 2014: Moving picture, Museum gegenstandsfreier Kunst, Otterndorf, Deutschland[14]
- 2018: Colormirror,[15] Dep Art Gallery, Mailand, Italien
- 2019: Feel Color,[16] Galerie Judith Andreae, Bonn, Deutschland
- 2020: Push borders,[17] Galeríe Rafael Pérez Hernando, Madrid, Spanien
- 2020: Regine Schumann,[18] Axel Pairon Gallery, Knokke-Heist, Belgien
- 2020: Light Joy!,[19] Taguchi Fine Art, Tokio, Japan
- 2021: Chromasophia,[20] Dep Art Gallery, Mailand, Italien
- 2022/2023: Regine Schumann: Between 2 Lights,[21] Galerie 5oz, Toronto, Kanada
- 2023: Regine Schumann: Silent Change,[22] Taguchi Fine Art, Tokio, Japan
- 2024: Regine Schumann: Iris,[23] Dep Art Gallery, Mailand, Italien

## Ausstellungsbeteiligungen
- 2004: Kunstlicht,[24] E–Werk Hallen für Kunst, Freiburg, Deutschland
- 2006: Lichtkunst,[1] Kunstmuseum Celle, Celle
- 2007: Licht Glas Transparenz,[25][26] Kunsthalle Osnabrück, Osnabrück
- 2010: Gruppenausstellung Gabriele-Münter-Preis,[27] Martin-Gropius-Bau, Berlin; Frauenmuseum Bonn, Deutschland
- 2011: Streng geometrisch, Museum Moderner Kunst Kärnten, Klagenfurt
- 2013: Scheinwerfer – european lightart,[28] Kunstmuseum Celle
- 2013: Licht. Kunst. Kinetik,[29] Museum Ritter, Waldenbuch
- 2015: Enlight my Space,[30][31] Kunsthalle Bremen, Bremen
- 2015: ¡dark!,[32] Unna, Zentrum für Internationale Lichtkunst
- 2015: Lichtungen. Internationales Lichtkunstfestival,[33] Roemer- und Pelizaeus-Museum Hildesheim, Hildesheim, Deutschland
- 2015: Wege zum Licht,[34] Goethe-Museum, Düsseldorf, Deutschland
- 2017: FarbeLicht – LichtFarbe. Dem Licht auf der Spur,[35][36][37][38] Neuer Kunstverein Aschaffenburg, Deutschland
- 2017: Signal. Lichtkunst aus der Sammlung Robert Simon,[39] Kunstmuseum Celle, Celle
- 2017: Rot kommt vor Rot,[40][41] Sammlungspräsentation Museum Ritter, Waldenbuch, Deutschland
- 2018: Labyrinth konkret ... mit Nebenwegen,[42] Museum im Kulturspeicher, Würzburg, Deutschland
- 2019: Premio Lissone,[43] Museo d’Arte Contemporanea, Lissone, Italien
- 2019: Goethe. Verwandlung der Welt,[44] Bundeskunsthalle, Bonn
- 2020: Lichtbild,[45] Orangerie Stiftung Schloss und Park Benrath, Düsseldorf, Deutschland
- 2020: Musterung. Pop und Politik in der zeitgenössischen Textilkunst,[46] Chemnitz, Deutschland
- 2020: Fluoridescent,[47] Galerie Renate Bender, München, Deutschland
- 2021: Art is Hope,[48] Taguchi Fine Art, Tokyo, Japan
- 2023/2024: Vera Molnar and Friends,[49] Das Esszimmer – Raum für Kunst, Bonn, Deutschland
- 2025: Konkrete Frauen. Neue Räume,[50] (im Rahmen von Hellweg Konkret III), Kunstmuseum Ahlen

## Videographie (Auswahl)
- 2021: Regine Schumann: Chromasophia,[51] 03′ 19″
- 2024: Regine Schumann: Iris,[52] 01′ 13″